# Narcissus poeticus

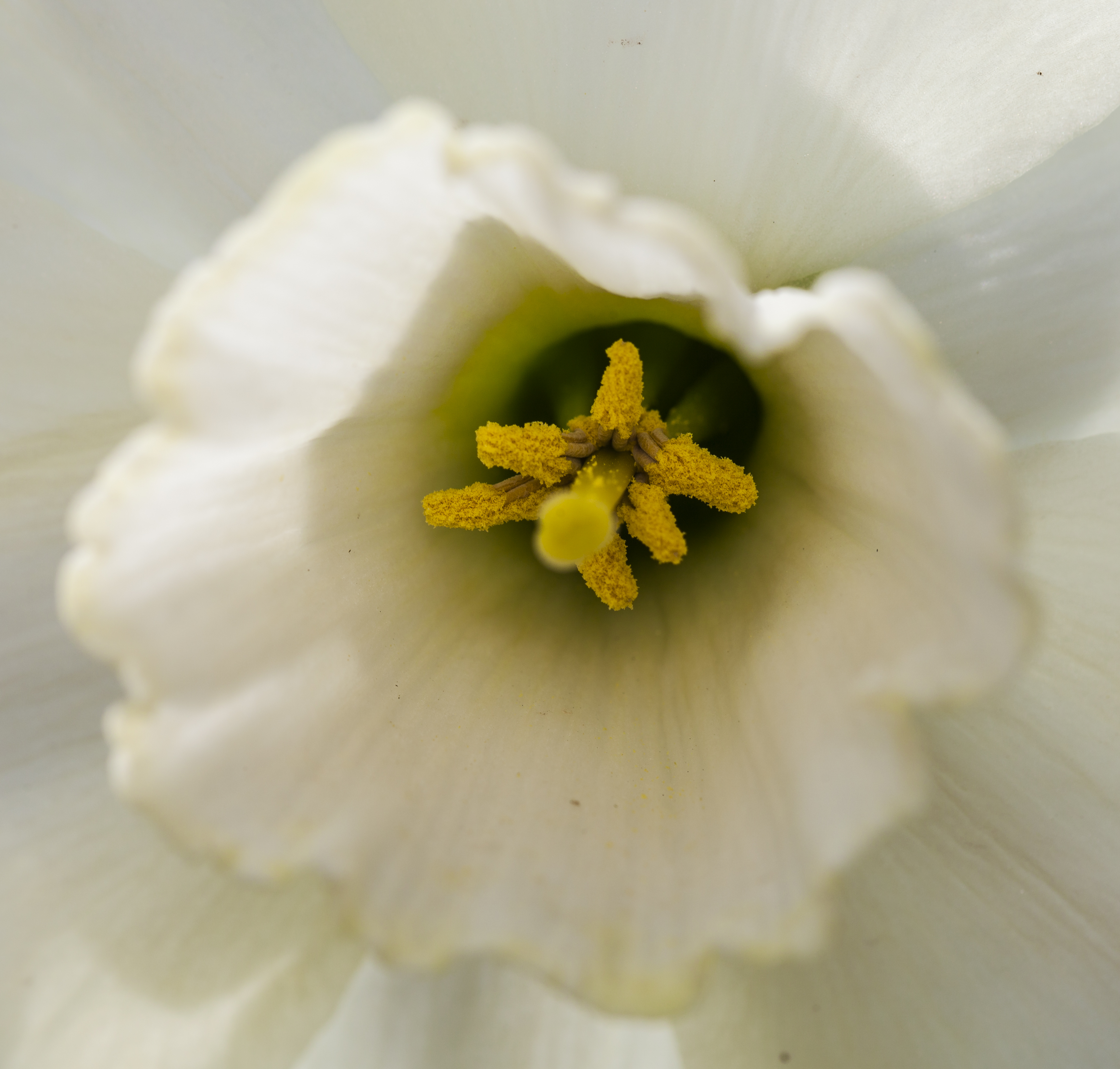
Detalle de los estambres de una Narcissus poeticus 'Yellow cheerfulness'.

El narciso de los poetas (Narcissus poeticus) es una especie de planta bulbosa perteneciente a la familia de las Amarilidáceas y el único miembro del género Narcissus en la sección Narcissus.

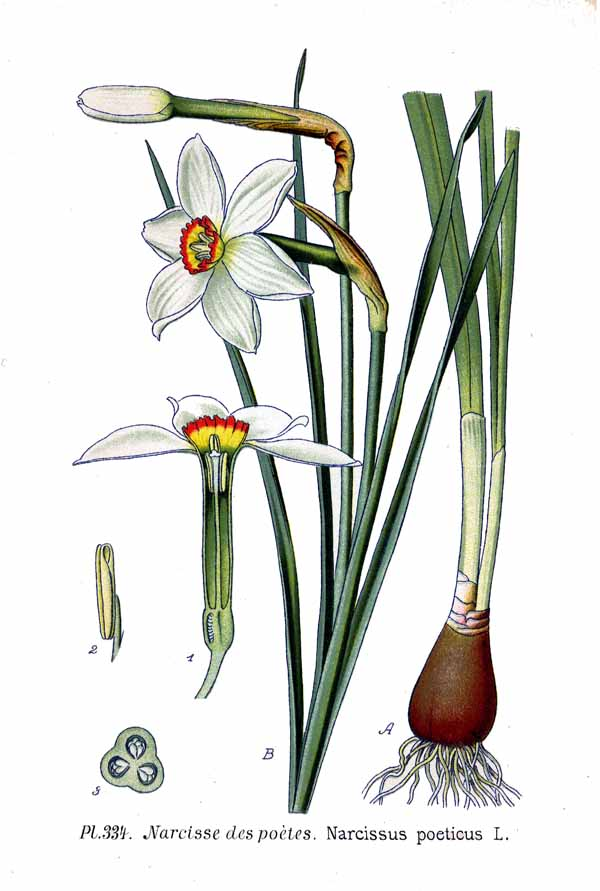
Ilustración

## Descripción
Fácilmente distinguible por su flor solitaria de 4-6 cm de diámetro con 6 segmentos blancos extendidos, y un tubo amarillo claro mucho más corto de hasta 2,5 mm, de margen rojo o escarioso dentado. Tallos florales de hasta 50 cm; hojas lineales, más o menos verdiazules. Florece en primavera. Perfumada.

## Hábitat
Prados en la montaña, lugares herbosos y prados de dallo húmedos.

## Distribución
Albania, Andorra, Austria, Francia, Grecia, Suiza, España, Hungría, Italia, Rumanía, Ucrania. Introducido en Bélgica, Gran Bretaña, República Checa , Alemania y Colombia  .

## Curiosidades
Se trata de la flor característica del Principado de Andorra, donde esta determinada especie de Narciso se denomina "Grandalla".

## Taxonomía
Narcissus poeticus fue descrita por el científico, naturalista, botánico y zoólogo sueco, Carlos Linneo y publicado en Species Plantarum 1: 289, en el año 1753.
Etimología
Narcissus nombre genérico que hace referencia  del joven narcisista de la mitología griega Νάρκισσος (Narkissos) hijo del dios río Cephissus y de la ninfa Leiriope; que se distinguía por su belleza. 
El nombre deriva de la palabra griega: ναρκὰο, narkào (= narcótico) y se refiere al olor penetrante y embriagante de las flores de algunas especies (algunos sostienen que la palabra deriva de la palabra persa نرگس y que se pronuncia Nargis, que indica que esta planta es embriagadora). 
poeticus: epíteto latino que significa "de poetas".
Variedades aceptadas
- Narcissus poeticus subsp. radiiflorus (Salisb.) Baker, Handb. Amaryll.: 12 (1888).
- Narcissus poeticus subsp. verbanensis (Herb.) P.D.Sell in P.D.Sell & G.Murrell, Fl. Great Britain Ireland 5: 363 (1996).

Sinonimia
- Autogenes poeticus (L.) Raf.[4]

## Nombre común
- Castellano: jonquillos, narciso común, narciso de lechuguilla, narciso de los jardines, narciso de los poetas, narciso militar, narciso poético, tragapán, trompón.[5]